# Leptospirosi
La leptospirosi és una zoonosi causada per diverses espècies del gènere Leptospira, un bacteri amb forma d'espiral (espiroqueta), que es pot trobar en aigües dolces i terres anegades per grans aiguats i/o inundacions de zones amb clima càlid que han estat contaminades per l'orina i altres fluids corporals d'animals infectats. També es transmet pel contacte directe amb aquests i per les seves mossegades. Les leptospires penetren en l'organisme a través de les membranes mucoses o d'abrasions cutànies i es disseminen per via hematògena. Aquesta infecció causa unes 58.900 morts i afecta, com a mínim, a 1,3 milions de persones anualment arreu del món. La forma més greu de leptospirosi, que a vegades té un curs fulminant, rep el nom de malaltia de Weil. A banda dels éssers humans, la leptospirosi infecta a moltes espècies d'animals domèstics i salvatges, incloent cavalls, gossos, gossos viverrins, gats, bestiar boví, dofins, o pandes vermells.

## Símptomes
La leptospirosi té un ampli ventall de manifestacions clíniques que a vegades la fan difícilment distingible d'altres processos infecciosos més habituals. El període d'incubació de la malaltia és de entre 2 i 26 dies, per regla general de 10 dies.
1. Inici sobtat de febre, miàlgia i dolor de cap entre el 75 i el 100 per cent dels pacients, tos seca en el 25 al 35 per cent dels casos, nàusees, vòmits i diarrea en el 50 per cent dels individus afectats.
2. Altres símptomes menys comuns inclouen dolor en les articulacions, en els ossos, en la gola i en l'abdomen,[23] insuficiència renal aguda,[24] malaltia renal crònica,[25] anúria,[26] nefritis intersticial aguda,[27] síndrome HELLP,[28] calcificacions miocardíaques difuses,[29] pancreatitis aguda,[30] xoc sèptic,[31] xoc cardiogènic,[32] pericarditis,[33] miocarditis,[34] aleteig auricular,[35] fibril·lació auricular,[36] tamponament cardíac,[37] artritis reactiva,[38] síndrome del destret respiratori agut,[39] abscés hepàtic,[40] meningitis,[41] meningitis asèptica,[42] infart cerebral,[43] síndrome d'alliberament de citocines,[44] icterícia hemorràgica,[45] anèmia hemolítica autoimmunitària,[46] coagulació intravascular disseminada atípica,[47] síndrome de Guillain-Barré,[48] pancitopènia,[49] limfohistiocitosi hemofagocítica,[50] púrpura trombocitopènica trombòtica,[51] hipomagnesèmia simptomàtica,[52] hipoacúsia neurosensorial bilateral persistent,[53] mononeuritis múltiple,[54] paràlisi bilateral del nervi motor ocular extern,[55] paràlisi facial,[56] síndrome hemoliticourèmica,[57] conjuntivitis i uveïtis.[58]
3. Entre el 7 i el 40 per cent dels pacients poden presentar debilitat muscular i engrandiment del fetge, de la melsa o els ganglis limfàtics, dolor de coll, rigidesa muscular, complicacions pulmonars greus,[59] erupció cutània o púrpura.[60]

## Tractament
Es poden administrar penicil·lines, tetracilines, ceftriaxona, azitromicina, eritromicina o una combinació de ceftriaxona i doxiciclina per tractar aquesta malaltia. En els casos complicats és necessari suport vital, algunes vegades amb oxigenació per membrana extracorpòria, o plasmafèresi quan el pacient no respon al tractament convencional.
El pronòstic és generalment bo, encara que els casos greus de leptospirosi que no es tracten oportunament poden causar la mort.

## Com evitar-la
Quan tinguem beguda en llauna procurarem beure-la amb un got perquè la llauna pot estar contaminada per orina seca de rata, un rossegador que té un destacat paper en la transmissió de la leptospirosi, o d'altres animals. L'orina de rata conté substàncies tòxiques i potencialment mortals no conegudes per moltíssimes persones.
És recomanable rentar la part superior de les llaunes abans d'obrir-les i consumir-les.
Les llaunes sempre estan emmagatzemades en dipòsits i exposades a aquests rosegadors, per després ser transportades sense un protector adequat.
Un estudi recent mostra que les parts superiors de les llaunes estan més contaminades que un bany públic, plenes de diverses espècies de bacteris.
En comprar algun producte en llauna com ara llet, gasosa, tonyina, conserves, etc. cal netejar la part superior de la llauna abans d'obrir-la.
La primera línea de prevenció de la leptospirosi és evitar el màxim possible l'exposició al patogen causal. Cal no empassar-se aigua contaminada de rius, llacs o rieres; així com el caminar, nedar, banyar-se o submergir el cap en aquesta aigua. És necessari bullir l'aigua per beure que no sigui segura i desinfectar fruites i verdures. Si no es pot evitar l'exposició emprar un equip de protecció individual adequat (botes de goma, roba exterior i guants impermeables). Protegir les ferides amb embenats resistents a l'aigua. En certs casos por estar indicada medicació profilàctica amb doxiciclina.